# Billet de 100 dollars canadien série Frontières
Pour les articles homonymes, voir Billet canadien de 100 dollars.
Recto
Verso
Le billet de 100 dollars canadien de la série Frontières est le billet canadien ayant actuellement la plus haute valeur. La couleur dominante de ce billet est le marron.
Le recto représente Robert Borden ainsi que l'édifice de l'Est du Parlement. Le verso représente des images sur le thème de l’innovation médicale canadienne, une jeune femme regardant dans un microscope, un pot d'insuline ainsi qu'un brin d'ADN .